# Òxid de cesi
L'òxid de cesi és un compost inorgànic format per cesi i oxigen. El Cs ₂ O forma cristalls hexagonals de color groc-taronja. L'òxid és de colors brillants.

## Preparació i reaccions
Per formar òxid de cesi mesclam cesi amb oxigen però una petita part d'aquest no reacciona.
{\displaystyle 4Cs\quad +\quad O_{2}\quad \longrightarrow \quad 2Cs_{2}O}
També s'obté escalfant suaument la reacció de nitrat de cesi i azida de cesi.
{\displaystyle CsNO_{3}\quad +\quad 5CsN_{3}\quad \longrightarrow \quad 3Cs_{2}O\quad +\quad 8N_{2}}
El magnesi elemental redueix l'òxid de cesi a cesi elemental, formant òxid de magnesi com un producte secundari.
{\displaystyle Cs_{2}O\quad +\quad Mg\quad \longrightarrow \quad 2Cs\quad +\quad MgO}

## Usos
L'òxid de cesi s'utilitza en fotocàtodes per detectar senyals infrarojos en dispositius com ara els intensificadors d'imatge, fotodíodes, fotomultiplicadors i tubs de càmera de televisió.
L.R.Koller va descriure la primera superfície fotoemissora moderna durant 1929-30 com una capa d'òxid de cesi en una capa de plata. És un bon emissor d'electrons; però, la seva alta pressió de vapor limita la seva utilitat.

## Característiques
A temperatura ambient és un sòlid de color groc-taronja. El seu punt de fusió és a 490 °C i quan rep calor torna negre. Cristal·litza amb contrast amb els altres òxids de metall alcalí té una estructura hexagonal.